# 早乙女ルイ
早乙女 ルイ（さおとめ るい、1988年6月26日 - ）は、日本の元AV女優。色白で小柄なスレンダー体型の美少女系のAV女優である。所属事務所はプライムエージェンシー。

## 略歴
2007年10月にAVデビュー。
2011年4月27日には、AV女優13人によるアイドルグループ“OFA☆21”のメンバーとして『LOVE☆LIMIT〜卒業までのカウントダウン』でCDデビュー。
2012年10月9日の自身のブログで、翌11月3日に開催する撮影会をもって引退することを表明した。なお、引退後も不定期ながらツイッターの更新を継続している。
2021年3月20日 インスタグラムのアカウントを創設。

## 人物
趣味:ショッピング、ディズニーランドに行くこと。特技:猫の真似。

## 出演作品

### アダルトビデオ(撮りおろし作品のみ)
| 2007年                 | 2007年   | 2007年   | 2007年 |
| タイトル               | 発売日   | メーカー | 備考   |
| ---------------------- | -------- | -------- | ------ |
| 処女宮〜美白のお嬢様〜 | 10月21日 | h.m.p    |        |
| 桃尻姫                 | 11月21日 | h.m.p    |        |
| 官能姫                 | 12月21日 | h.m.p    |        |

| 2008年                             | 2008年   | 2008年           | 2008年 |
| タイトル                           | 発売日   | メーカー         | 備考   |
| ---------------------------------- | -------- | ---------------- | ------ |
| 濡れた女子校生5 ルイ               | 8月19日  | Kichu            |        |
| 女子校生 激イカセアクメ 早乙女ルイ | 9月19日  | Kichu            |        |
| やりたい放題 (1)                   | 10月10日 | プレステージ     |        |
| 働くオンナ27                       | 10月22日 | プレステージ     |        |
| 悲しみの母子                       | 11月7日  | アタッカーズ     |        |
| くノ一拷問凌辱4 掟を超えた友情     | 12月7日  | アタッカーズ     |        |
| Kirei(綺麗) 早乙女ルイ             | 12月13日 | 隼エージェンシー |        |

| 2009年                                                   | 2009年   | 2009年                   | 2009年         |
| タイトル                                                 | 発売日   | メーカー                 | 備考           |
| -------------------------------------------------------- | -------- | ------------------------ | -------------- |
| 狂った肉体関係                                           | 1月7日   | アタッカーズ             |                |
| 家庭教師                                                 | 1月7日   | Be Free                  |                |
| 東京25時 大都会不倫事情 VOL.27                           | 1月14日  | プレステージ             |                |
| フェラコレ2009冬SP 30人のフェラジェンヌ                  | 1月15日  | 隼エージェンシー         | オムニバス作品 |
| アダルトマスター                                         | 1月16日  | TMA                      | 発売中止       |
| 美少女とザーメンとごっくんと中出し                       | 1月19日  | Kichu                    |                |
| 私…オナニーしてもいいですか?                             | 1月19日  | Kichu                    | オムニバス作品 |
| 先輩と私 るいとあかね                                    | 2月5日   | ドリームチケット         |                |
| 楠木女学院 奴隷色のステージ4                             | 2月7日   | アタッカーズ             |                |
| 制服縞パンニーソックス2                                  | 2月13日  | TMA                      | オムニバス作品 |
| 女子校生生着替え13人!!                                   | 2月19日  | Kichu                    | オムニバス作品 |
| 少女絶叫監禁室11 早乙女ルイ                              | 2月27日  | I.B.WORKS                |                |
| しばられたい わたし、ただのオモチャで、いいんです。 るい | 3月15日  | ドリームチケット         |                |
| こだわりの手コキ 4時間SP 11 33人のハンドメイド           | 3月15日  | 隼エージェンシー         | オムニバス作品 |
| タランチュラ 09                                          | 3月24日  | プレステージ             |                |
| 女囚奴隷収容所 罪を犯した女たち                          | 4月7日   | アタッカーズ             |                |
| コスプレイヤーFrontier                                   | 4月24日  | TMA                      |                |
| 女子大生強制中出し インテリ女子大生に無理やり中出し      | 5月15日  | 隼エージェンシー         | オムニバス作品 |
| 黒タイツ女子校生しか見たくない!4時間                     | 5月15日  | TMA                      | オムニバス作品 |
| 中に当たるとヨダレが垂れちゃう。                         | 5月19日  | 乱丸                     |                |
| SEX向上委員会03                                          | 6月1日   | アイデアポケット         |                |
| FELLATIO FESTIVAL 13                                     | 6月1日   | アイデアポケット         | オムニバス作品 |
| イカセッぱっ! 犠牲者 早乙女ルイ                          | 6月5日   | GLAY'z                   |                |
| くちびる るい                                            | 6月5日   | ワープエンタテインメント |                |
| 拒めない、そして躰が疼く…                                | 6月7日   | アタッカーズ             |                |
| ロリ相姦 II                                              | 6月15日  | 隼エージェンシー         | オムニバス作品 |
| むかつく女を思う存分犯す 理不尽にレイプされる6人の女たち | 7月15日  | 隼エージェンシー         | オムニバス作品 |
| ふたなりメイドカフェ物語                                 | 7月20日  | イマージュ               |                |
| 女教師 中出し20連発                                      | 8月6日   | アイエナジー             |                |
| 人妻中出し哀願 其ノ八                                    | 8月14日  | 青空ソフト               |                |
| フェラコレ 特別編 3時間まるごとWフェラ                   | 8月15日  | 隼エージェンシー         | オムニバス作品 |
| 汚したくなる顔、飲ませたくなるオクチ                     | 8月19日  | エムズビデオグループ     |                |
| つぼみ&早乙女ルイ8時間! 美少女2人のHなキロク!!           | 8月19日  | kichu                    |                |
| 悶絶・絶叫・絶頂激イカセスペシャル                       | 8月19日  | kichu                    | オムニバス作品 |
| フェラコレ 女子校生編                                    | 9月15日  | 隼エージェンシー         | オムニバス作品 |
| せんせい…いっしょに温泉いこっ                            | 9月17日  | サムシング               |                |
| 文化系部活少女 美術部                                    | 9月26日  | ラマ                     |                |
| 麻薬捜査官 ヤク漬け膣痙攣                                | 10月8日  | アイエナジー             |                |
| 中出しレイプ女子校生 II                                  | 10月15日 | 隼エージェンシー         | オムニバス作品 |
| 足コキ黒ストッキングOL                                   | 10月16日 | TMA                      | オムニバス作品 |
| 街行く‘美熟女’限定! 過激でHなレズナンパ                  | 11月1日  | V（ヴィ）                |                |
| 団地妻の憂い 第十七章                                    | 11月5日  | アイエナジー             |                |
| 近親ロリ相姦                                             | 11月19日 | ミスター・インパクト     | オムニバス作品 |
| 10人のぱねェ～コキコキ天国                               | 11月20日 | プリモ                   | オムニバス作品 |
| 女子校生は顔射マニア! Vol.2                              | 11月25日 | 美                       |                |
| マジックミラー号であなたの通う大学へいきなり伺います     | 12月5日  | SODクリエイト            |                |
| 女子アナに顔射!ごっくんスペシャル                        | 12月5日  | ROCKET                   |                |

| 2010年                                                                             | 2010年   | 2010年                     | 2010年         |
| タイトル                                                                           | 発売日   | メーカー                   | 備考           |
| ---------------------------------------------------------------------------------- | -------- | -------------------------- | -------------- |
| ザーメン病棟24時                                                                   | 1月1日   | MOODYZ                     |                |
| ヤバ視 YAVAISHISEN Vol.1 Vol.2                                                     | 1月13日  | ロータス                   | オムニバス作品 |
| 問答無用の鬼イカセ                                                                 | 1月16日  | マキシング                 |                |
| kira☆kira 3周年特別企画 巨乳9GALSリゾート☆乱交                                     | 1月19日  | kira☆kira                  |                |
| キスして手コキして抜いてあげる                                                     | 1月19日  | ミスター・インパクト       | オムニバス作品 |
| 断れない状況でSEXしてしまう女たち                                                  | 2月1日   | V（ヴィ）                  | オムニバス作品 |
| 密室で女子高生にされた性的お仕置き                                                 | 2月4日   | SODクリエイト              |                |
| 若妻はアナル快楽に目覚めた…                                                        | 2月7日   | アタッカーズ               |                |
| 完全ロリM                                                                          | 2月19日  | ドグマ                     |                |
| LEGS＋VIII タイツ好き妹の可憐                                                      | 2月19日  | HRC                        |                |
| おっぱいモミモミインタビュー                                                       | 3月1日   | 妄想族                     | オムニバス作品 |
| 女子校生集団レイプ 初恋の人に輪姦されて                                            | 3月19日  | クロス                     |                |
| レズビアン病院                                                                     | 3月19日  | アンナと花子               |                |
| お尻の穴で「女のイク感覚」を体験デキる超スゴ技!「アナニ―」マスターDVD              | 4月6日   | SODクリエイト              |                |
| これぞ興奮の真骨頂!バレないように彼女の親友とこっそりヤル!                         | 4月6日   | アキノリ                   | オムニバス作品 |
| 乱れる人妻                                                                         | 4月16日  | Nadeshiko                  |                |
| 体罰レズビアン 美人女教師と薄幸の優等生                                            | 4月19日  | アンナと花子               |                |
| 憑依変身ヒロイン フロンティア奴隷化計画                                            | 4月23日  | GIGA                       |                |
| フェラコレ2010春SP 35人のフェラジェンヌ                                            | 4月25日  | 隼エージェンシー           | オムニバス作品 |
| もっこりパンツの上からチ○ポをいじくり発射させる女たち                              | 5月1日   | V（ヴィ）                  | オムニバス作品 |
| 絶対に感じてはいけない!アクメホテル1泊2日                                          | 5月13日  | Hunter                     |                |
| インテリ女子大生を犯して中出し                                                     | 5月25日  | 隼エージェンシー           | オムニバス作品 |
| 制服少女の接吻                                                                     | 6月1日   | ワンズファクトリー         |                |
| 早乙女ルイ式早漏チ○ポ強化合宿                                                      | 6月10日  | アキノリ                   |                |
| 誰にも言えない禁断のレズ恋愛 私の初めては家庭教師の女の先生                        | 6月10日  | ディープス                 |                |
| ノーパンHighSchool                                                                 | 6月13日  | マルクス兄弟               |                |
| おねだり妹ソープ2 おにいちゃんといっしょに遊ぼ                                     | 6月24日  | ディープス                 |                |
| オムツを履いた女子校生                                                             | 6月24日  | SODクリエイト              |                |
| 快楽レズエステ 10                                                                  | 6月24日  | アキノリ                   |                |
| 5分以内に2回発射してあげる                                                         | 6月24日  | アキノリ                   | オムニバス作品 |
| 尾行盗撮で検挙されたO氏のテープ                                                    | 7月1日   | Fetishist/妄想族           | オムニバス作品 |
| 妄想淫語で指入れオナニー                                                           | 7月1日   | ワンズファクトリー         | オムニバス作品 |
| 嫁にバレずにコッソリとAV女優にヌかれちゃった僕                                     | 7月8日   | アイエナジー               | オムニバス作品 |
| ソルトシャワー 熟若女のおしっこみせて Vol.9                                        | 7月19日  | ゲロニア/妄想族            | オムニバス作品 |
| キスまで5秒前                                                                      | 7月22日  | HIBINO                     | オムニバス作品 |
| 初めて見るセンズリに 興奮しちゃった女子校生                                        | 7月23日  | OFFICE K'S                 | オムニバス作品 |
| 手を使わないフェラチオ 5                                                           | 7月23日  | OFFICE K'S                 | オムニバス作品 |
| 犯された人妻バスガイド ～悲劇の凌辱慰安旅行～                                      | 7月25日  | マドンナ                   |                |
| サマーデイズ                                                                       | 8月5日   | SILK LABO                  |                |
| 癒らし。VOL.74                                                                     | 8月13日  | アウダースジャパン         |                |
| レズビアンメイド                                                                   | 8月19日  | アンナと花子               |                |
| こだわりの手コキ4時間SP16 40人のハンドメイド                                       | 8月25日  | 隼エージェンシー           | オムニバス作品 |
| フェラコレ特別編 3 4時間まるごとWフェラ                                            | 8月25日  | 隼エージェンシー           | オムニバス作品 |
| 馬乗り ディルドーオナニー                                                          | 9月1日   | ワンズファクトリー         | オムニバス作品 |
| 縛馬 其の伍                                                                        | 9月8日   | MAD                        |                |
| MOODYZファン感謝祭 バコバコバスツアー2010 おかげさまで!! 10周年!大感謝スペシャル!! | 9月13日  | MOODYZ                     |                |
| 我マンできない角マンオナニスト                                                     | 9月13日  | マルクス兄弟               | オムニバス作品 |
| 小悪魔寸止め女子校生                                                               | 9月13日  | アロマ企画                 | オムニバス作品 |
| レズ奴隷 VOL.2 愛憎玩具・奪われる美人女医の誇り                                    | 9月23日  | ディープス                 |                |
| 突然パンチラで挑発されてこっそりシゴいちゃった僕。 その4                           | 9月25日  | アロマ企画                 | オムニバス作品 |
| 強制家畜露出                                                                       | 10月7日  | サディスティックヴィレッジ |                |
| 素人参加型 エロ美少女のせんずりカウンセリング ～五感を刺激するオナニーサポート     | 10月25日 | アロマ企画                 | オムニバス作品 |
| フェラコレ2010秋SP                                                                 | 10月25日 | 隼エージェンシー           | オムニバス作品 |
| 「女の口は嘘をつく。」 雌女ANTHOLOGY ＃087                                         | 11月5日  | アウダースジャパン         |                |
| 小悪魔美少女に接吻で骨抜きにされちゃった僕。                                       | 11月25日 | アロマ企画                 | オムニバス作品 |
| こだわりの手コキ 4時間SP 38人のハンドメイド 17                                     | 11月25日 | 隼エージェンシー           | オムニバス作品 |
| 陵辱病棟 白衣の性奴隷                                                              | 12月7日  | SODクリエイト              |                |
| 舐められ【放課後】倶楽部 ～レズビアンルーム～                                      | 12月13日 | アロマ企画                 |                |
| 催眠 赤 DX 38 ドキュメント編                                                       | 12月17日 | アウダースジャパン         |                |
| 催眠 赤 DX 38 スーパーmc編                                                         | 12月17日 | アウダースジャパン         |                |
| 乱れた人妻たち 第2章                                                               | 12月24日 | Nadeshiko                  | オムニバス作品 |
| 突然、淫乱美少女に連続2回しゃぶられちゃった僕。                                    | 12月25日 | アロマ企画                 | オムニバス作品 |

| 2011年                                                                                             | 2011年  | 2011年             | 2011年         |
| タイトル                                                                                           | 発売日  | メーカー           | 備考           |
| -------------------------------------------------------------------------------------------------- | ------- | ------------------ | -------------- |
| 禁断の罠2                                                                                          | 1月7日  | アウダースジャパン |                |
| DOKIレズ 53                                                                                        | 1月7日  | アウダースジャパン |                |
| 顔面騎乗で発射(イカ)されちゃった僕。その2                                                          | 1月13日 | アロマ企画         | オムニバス作品 |
| 美少女制服レズ日記 3                                                                               | 1月20日 | ピーターズ         |                |
| 若妻ルイ ～地獄の介護里帰り～                                                                      | 1月20日 | スターパラダイス   |                |
| 前立腺快感トレーニング                                                                             | 2月1日  | MOODYZ             |                |
| 逃亡中                                                                                             | 2月5日  | ATOM               |                |
| 犯られる女教師                                                                                     | 2月13日 | 隼エージェンシー   |                |
| 新妻女スパイ 夫の前で拷問陵辱                                                                      | 2月19日 | ヒビノ             |                |
| ごっくん                                                                                           | 2月19日 | KEU                | オムニバス作品 |
| 恋夜【ren-ya】Premium 第五夜                                                                       | 2月23日 | プレステージ       |                |
| マゾ顔と美肌と、あともうひとつ                                                                     | 2月25日 | BALTAN             |                |
| 闘鬼戦隊サンセイジャー                                                                             | 3月11日 | GIGA               |                |
| 女子校生れず 先輩と私 るいとれな                                                                   | 3月13日 | U&K                |                |
| 貴方を見つめて まんぐりおねだりオナニー3                                                           | 3月13日 | アロマ企画         | オムニバス作品 |
| 俺妹がこんなに発育してたわけがない 俺がお風呂に入っていたら妹が突然入ってきてHな相談されちゃった。 | 3月16日 | ロータス           | オムニバス作品 |
| 猥褻体罰レイプ中出し凌辱乱交! 性的男尊女卑学園                                                     | 3月19日 | クロス             |                |
| 女の子の精飲記念日 ごっくん                                                                        | 6月3日  | ラッシュ           |                |
| 部活系女子校生れず                                                                                 | 7月1日  | U&K                | オムニバス作品 |
| フェラコレ2011夏SP                                                                                 | 7月25日 | 隼エージェンシー   | オムニバス作品 |
| もうすぐ卒業だから… 学籍番号003                                                                    | 8月26日 | ONE DA FULL        |                |

| 2012年                                                                                                | 2012年   | 2012年                     | 2012年         |
| タイトル                                                                                              | 発売日   | メーカー                   | 備考           |
| --- | -------- | -------------------------- | -------------- |
| 精飲学級                                                                                              | 1月1日   | MOODYZ                     |                |
| 働く女が堕ちていくまで                                                                                | 1月7日   | 映天                       |                |
| 痴女OL大乱交                                                                                          | 1月25日  | 美                         |                |
| 一つ屋根の下にお年頃の姉妹と兄弟が暮らしていたら当然レズや家庭内陵辱で近親相姦                        | 2月23日  | ヒビノ                     |                |
| 堕ちていく人妻たち 夫のために生活のために体を売るセレブ妻                                             | 4月13日  | 隼エージェンシー           | オムニバス作品 |
| いいんちょっ!!～フタリの関係が変わる瞬間～                                                            | 4月13日  | HERO                       |                |
| 痴女教師生徒狩り                                                                                      | 4月25日  | 美                         |                |
| ヴァージンロード 06                                                                                   | 4月27日  | ONE DA FULL                |                |
| 美女率が異常の丸の内OLは手コキからして違うという事実                                                  | 4月27日  | BALTAN                     |                |
| いいなりな人妻たち 辱め、おしおき、調教をされてしまう人妻たち                                         | 6月22日  | Nadeshiko                  |                |
| スペルマ妖精 4 美女の精飲                                                                             | 7月6日   | asfur                      |                |
| 清純派JK制服少女狩り File.13ルイ                                                                      | 7月13日  | HERO                       |                |
| 初心者のための奴隷調教入門 基礎編                                                                     | 7月19日  | サディスティックヴィレッジ |                |
| おちんぽ奴隷 スーツフェラOLがエロ過ぎる                                                               | 7月20日  | S♥E♥X Agent                |                |
| バーチャルヒプノシストSP                                                                              | 8月3日   | AUDAZ                      |                |
| 催眠隷女 WPレイカ                                                                                     | 9月1日   | 催眠研究所別館             |                |
| 催眠素顔 2                                                                                            | 9月10日  | 催眠研究所                 |                |
| 淫尻授業                                                                                              | 10月8日  | 実録出版                   |                |
| いいなりな人妻たち 3 お金のために見知らぬ男に犯される人妻たち                                         | 10月26日 | Nadeshiko                  |                |
| 糸引きOLレズビアン 森ななこ 早乙女ルイ                                                                | 11月19日 | ゆり★ゆり                  |                |
| 花魁撫子でありんす 花魁7号 早乙女ルイ引退緊急企画 「私はこの5年間を誇りに思います。」 4時間スペシャル | 12月28日 | ONE DA FULL                |                |

| 2013年                              | 2013年  | 2013年   | 2013年 |
| タイトル                            | 発売日  | メーカー | 備考   |
| ----------------------------------- | ------- | -------- | ------ |
| M男の欲望を全て叶えてくれる痴女集団 | 1月25日 | 美       |        |
| コスハメワールド 早乙女ルイ         | 2月25日 | CMP      |        |

### イメージビデオ
| タイトル                    | 発売日        | メーカー                 | 備考 |
| --------------------------- | ------------- | ------------------------ | ---- |
| 美女秘湯めぐり 湯田中温泉編 | 2010年9月29日 | オルスタックピクチャーズ |      |

## 出演

### テレビ
- エロ生☆パラダイス（GyaOジョッキー、2009年3月24日放送出演）
- アタシんちの男子（フジテレビ、2009年4月14日出演）
- 〔特別番組〕セクシー系プロダクション「プライムエージェンシー」のあぶない忘年会（あっ!とおどろく放送局、2009年12月28日）
- 熱海の捜査官（テレビ朝日、2010年8月13日出演）
- 月曜ゴールデン「警視庁心理捜査官・明日香」（TBS、2011年2月28日出演） - 坂口晴代 役
- おとなのびっくりは～いすくーる（日本海テレビ、2011年5月出演予定） - マンスリーゲスト

### 映画
- 義父相姦 半熟乳むさぼる（2010年1月29日公開、オーピー映画、監督:荒木太郎）- 緒方紀子 役
- させちゃう秘書 生好き肉体残業（2010年5月21日公開、オーピー映画、監督:荒木太郎）- カオリ 役
- 癒しの遊女 濡れ舌の蜜（2010年12月17日公開、オーピー映画、監督:荒木太郎）- 雪子 役
- 発情花嫁 おねだりは後ろから（2011年6月10日公開、オーピー映画、監督:荒木太郎）- てふ 役
- ヘルドライバー（2011年7月23日公開、日活、監督:西村喜廣、主演:原裕美子）
- ヤンキーお嬢様

### オリジナルビデオ
- TL 〜誰にも言えない秘密がある〜（2009年9月18日、エースデュースエンタテインメント）オムニバス作品 - 第一話「先生お仕置きちょうだい」主演 : 「アミ」役
- ミッシング55（2011年9月2日、アルバトロス） - 小島京子 役
- ミッシング55 ファイナル・ブレイク（2011年10月5日、アルバトロス）
- 最強女子大生スロッター美咲（2011年12月2日、東映Vシネマ） - 主演：広瀬美咲 役